# 777 Gutemberga
777 Gutemberga este o planetă minoră (asteroid), cu un diametru de 71,749 km, din centura de asteroizi. A fost descoperită pe 24 ianuarie 1914 la Observatorul Königstuhl de Franz Kaiser⁠(d) și a fost numită după Johannes Gutenberg. 
Obiectul prezintă o orbită caracterizată de o semiaxă mare de 3,2159080341605 UAi, o excentricitate de 0,1166967754128, o înclinație de 12,997 ° în raport cu ecliptica.